# Brownsberg
De Brownsberg is een heuvel in Suriname met een 515 meter hoge top die rijk aan flora en fauna is en naamgever van het gelijknamige 12.200 ha groot Brownsberg Natuurpark. Er zijn verschillende huizen en kampen op de top van de berg gebouwd, van waaruit paden zijn aangelegd naar de vele watervallen die er voorkomen (o.a. de Irene val en de Leo val). Vanaf het plateau heeft men een uitzicht op het Brokopondostuwmeer. De plaats is met voertuigen te bereiken via het dorpje Brownsweg aan het einde van de Landsspoorweg. De Brownsberg is deel van de Brokolonko-formatie.